# Heaven Can Wait (singel Sandry)
Heaven Can Wait – utwór muzyczny niemieckiej piosenkarki Sandry wydany w 1988 roku na jej płycie Into a Secret Land.

## Tło
Utwór napisali Michael Cretu, Hubert Kemmler, Markus Löhr i Klaus Hirschburger, a wyprodukował go Michael Cretu. Był to pierwszy singel z albumu Into a Secret Land. Na stronie B singla znalazła się wersja instrumentalna pt. „Heaven’s Theme”. Teledysk do piosenki wyreżyserował zespół producencki DoRo (Rudi Dolezal i Hannes Rossacher), a nakręcono go na Ibizie. Piosenka dotarła do top 10 list sprzedaży w Austrii i Francji, a także do miejsca 18. listy ogólnoeuropejskiej. W 1999 roku remiks „Heaven Can Wait” ukazał się na płycie My Favourites, a w 2006 utwór zremiksowano ponownie na album Reflections.

## Lista utworów
- 7" single

A. „Heaven Can Wait” – 4:05
B. „Heaven’s Theme” (Instrumental) – 4:05
- 12" / CD maxi single

A. „Heaven Can Wait” (Extended Version) – 7:38
B1. „Heaven Can Wait” (Dub Mix) – 4:01
B2. „Heaven Can Wait” (Single Version) – 4:05

## Notowania
| Lista (1988)                       | Najwyższa pozycja |
| ---------------------------------- | ----------------- |
| Austria (Ö3 Austria Top 40)        | 4                 |
| Francja (SNEP)                     | 6                 |
| Grecja                             | 2                 |
| Niemcy (Media Control)             | 12                |
| Szwajcaria (Schweizer Hitparade)   | 16                |
| Wielka Brytania (UK Singles Chart) | 97                |

## Certyfikaty
| Kraj           | Certyfikat    |
| -------------- | ------------- |
| Francja (SNEP) | srebrna płyta |